# Øystese Futsal 2010-2011
Questa voce raccoglie le informazioni riguardanti l'Øystese Futsal nelle competizioni ufficiali della stagione 2010-2011.

## Stagione
L'Øystese ha partecipato alla Futsal Eliteserie 2010-2011, terza edizione del massimo campionato norvegese riconosciuto dalla Norges Fotballforbund. La squadra ha chiuso l'annata al 9º posto finale, retrocedendo pertanto in 1. divisjon.

## Rosa
| N° | Naz.                | Ruolo | Sportivo               | Anno     |  |  |
| -- | ------------------- | ----- | ---------------------- | -------- |  |  |
|    | Norvegia (bandiera) |       | Erlend Grønner         |          |  |  |
|    | Norvegia (bandiera) |       | Henrik Moen            |          |  |  |
|    | Norvegia (bandiera) |       | Øyvind Olsen           |          |  |  |
|    | Norvegia (bandiera) |       | Kristian Pettersson    |          |  |  |
|    | Norvegia (bandiera) |       | Karsten Raunehaug      |          |  |  |
|    | Norvegia (bandiera) |       | Jon André Røyrane      | 12.12.83 |  |  |
|    | Norvegia (bandiera) |       | Thor Jørgen Spurkeland |          |  |  |

## Risultati

### Eliteserie

#### Girone di andata
| Oslo 26 novembre 2010, ore 21:15 1ª giornata | Nidaros  | 2 – 2 referto | Øystese | KFUM-Hallen\| Arbitro: \| Pedersen \| |
| Arbitro:                                     | Pedersen |               |         |                                       |

| Oslo 27 novembre 2010, ore 15:15 2ª giornata | Øystese  | 4 – 5 referto | Solør | KFUM-Hallen\| Arbitro: \| Sandberg \| |
| Arbitro:                                     | Sandberg |               |       |                                       |

| Oslo 28 novembre 2010, ore 11:45 3ª giornata | Vegakameratene | 8 – 2 referto | Øystese | KFUM-Hallen\| Arbitro: \| Rønningen \| |
| Arbitro:                                     | Rønningen      |               |         |                                        |

| Øystese 4 dicembre 2010, ore 20:15 4ª giornata | Øystese  | 2 – 3 referto | Holmlia | Øystese Idrettshall\| Arbitro: \| Pedersen \| |
| Arbitro:                                       | Pedersen |               |         |                                               |

| Øystese 4 dicembre 2010, ore 14:45 5ª giornata | Øystese   | 4 – 2 referto | KFUM Oslo | Øystese Idrettshall\| Arbitro: \| Pettersen \| |
| Arbitro:                                       | Pettersen |               |           |                                                |

| Øystese 5 dicembre 2010, ore 14:30 6ª giornata | Øystese | 2 – 2 referto | Fyllingsdalen | Øystese Idrettshall |

| Fyllingsdalen 9 gennaio 2011, ore 11:00 7ª giornata | Øystese  | 7 – 4 referto | Sandefjord | Framohallen B\| Arbitro: \| Grønevik \| |
| Arbitro:                                            | Grønevik |               |            |                                         |

| Fyllingsdalen 9 gennaio 2011, ore 15:30 8ª giornata | Øystese   | 5 – 4 referto | Kongsvinger | Framohallen B\| Arbitro: \| Pettersen \| |
| Arbitro:                                            | Pettersen |               |             |                                          |

| Fyllingsdalen 8 gennaio 2011, ore 12:00 9ª giornata | Øystese      | 1 – 5 referto | Horten | Framohallen B\| Arbitro: \| Rafiq (Oslo) \| |
| Arbitro:                                            | Rafiq (Oslo) |               |        |                                             |

#### Girone di ritorno
| Oslo 29 gennaio 2011, ore 13:45 10ª giornata | Kongsvinger | 7 – 3 referto | Øystese | Oppsal Arena 1\| Arbitro: \| Krokdal \| |
| Arbitro:                                     | Krokdal     |               |         |                                         |

| Oslo 30 gennaio 2011, ore 11:00 11ª giornata | Sandefjord | 3 – 4 referto | Øystese | Oppsal Arena 3\| Arbitro: \| Tariq \| |
| Arbitro:                                     | Tariq      |               |         |                                       |

| Oslo 29 gennaio 2011, ore 19:00 12ª giornata | Horten  | 1 – 7 referto | Øystese | Oppsal Arena 1\| Arbitro: \| Hussain \| |
| Arbitro:                                     | Hussain |               |         |                                         |

| Oslo 5 febbraio 2011, ore 19:00 13ª giornata | Holmlia | 3 – 2 referto | Øystese | Holmlia Idrettshall\| Arbitro: \| Myhren \| |
| Arbitro:                                     | Myhren  |               |         |                                             |

| Oslo 5 febbraio 2011, ore 12:30 14ª giornata | KFUM Oslo    | 8 – 4 referto | Øystese | KFUM-Hallen\| Arbitro: \| Rafiq (Oslo) \| |
| Arbitro:                                     | Rafiq (Oslo) |               |         |                                           |

| Laksevåg 22 marzo 2011, ore 20:30 15ª giornata | Fyllingsdalen | 7 – 1 referto | Øystese | Sjøkrigsskolen Idrettshall\| Arbitro: \| Pettersen \| |
| Arbitro:                                       | Pettersen     |               |         |                                                       |

| Oslo 26 marzo 2011, ore 12:45 16ª giornata | Solør    | 9 – 6 referto | Øystese | Ekeberg Idrettshall C\| Arbitro: \| Sandberg \| |
| Arbitro:                                   | Sandberg |               |         |                                                 |

| Oslo 26 marzo 2011, ore 16:30 17ª giornata | Øystese | 1 – 7 referto | Vegakameratene | Ekeberg Idrettshall B\| Arbitro: \| Sjelle \| |
| Arbitro:                                   | Sjelle  |               |                |                                               |

| Oslo 27 marzo 2011, ore 11:15 18ª giornata | Øystese | 1 – 2 referto | Nidaros | Ekeberg Idrettshall B\| Arbitro: \| Hanssen \| |
| Arbitro:                                   | Hanssen |               |         |                                                |